# Edward Surdyka
Edward Surdyka (ur. 24 marca 1930 w Krakowie, zm. 28 stycznia 2018) – polski trener piłki ręcznej, w tym reprezentacji Polski seniorek i żeńskiej drużyny Cracovii.

## Kariera sportowa
W młodości uprawiał piłkę ręczną w TS Krowodrza i koszykówkę w Cracovii. W 1953 ukończył studia w Wyższej Szkole Wychowania Fizycznego w Krakowie. W latach 1960–1965 był trenerem żeńskiej reprezentacji Polski w piłce ręcznej, m.in. prowadził tę drużynę na mistrzostwach świata drużyn 11-osobowych w 1960 (6. miejsce) oraz mistrzostw świata drużyn 7-osobowych w 1962 (7. miejsce) i 1965 (8. miejsce). Z żeńską drużyną Cracovii, którą prowadził w latach 1954–1961, 1969–1977, 1981–1989 i 1993–1999, sięgnął po 10 tytułów mistrza Polski (w odmianie 11-osobowej w 1956, 1959 i 1961, w odmianie 7-osobowej w 1957, 1958 w hali, w 1958 na otwartym stadionie, 1961, 1985 i 1987).
Od 1963 pracował w Studium WF Politechniki Krakowskiej, w latach 1976–1995 był kierownikiem Studium.
W 1986 został odznaczony Krzyżem Kawalerskim Orderu Odrodzenia Polski. W 1993 otrzymał Diamentową Odznakę ZPRP.
Jego żoną była reprezentacyjna piłkarka ręczna Lidia Krupa-Surdyka.